# Матвієвська (Тарногський район)
Матві́євська (рос. Матвеевская) — присілок у складі Тарногського району Вологодської області, Росія. Входить до складу Тарногського сільського поселення.

## Населення
Населення — 20 осіб (2010; 28 у 2002).
Національний склад (станом на 2002 рік):
- росіяни — 96 %